# Asystel Volley 2003-2004
Questa voce raccoglie le informazioni riguardanti l'Asystel Volley nelle competizioni ufficiali della stagione 2003-2004.

## Stagione
La stagione 2003-04 è per l'Asystel Volley la prima in Serie A1: la società infatti acquista il titolo sportivo dalla rinunciataria AGIL Volley, con sede sempre a Novara, ereditando non solo il diritto di partecipazione alla massima serie del campionato italiano, ma anche alla Champions League. Della vecchia squadra inoltre rimangono l'allenatrice Lang Ping e diverse giocatrici come Paola Cardullo, Sara Anzanello, Virginie De Carne, Qui He, Martina Guiggi, Cristina Pîrv e Yue Sun, mentre tra gli acquisti principali quelli di Małgorzata Glinka, Anna Vania Mello, Bojana Radulović e Iuliana Nucu.
Il primo trofeo della stagione è la Supercoppa italiana, a cui la squadra partecipa avendo ereditato il diritto dall'AGIL Volley che nell'annata precedente era giunta fino alla finale scudetto: si aggiudica il primo trofeo della sua storia, battendo nella finale, per 3-0, la Pallavolo Sirio Perugia.
Nel girone di andata del campionato la società piemontese coglie esclusivamente vittorie, con una sola sconfitta maturata nella nona giornata contro il Volley Bergamo, chiudendo al primo posto a pari merito proprio con quest'ultima squadra. Anche il girone di ritorno vede l'Asystel Volley sempre vittoria, eccetto in due occasioni, entrambe in trasferta, contro il Vicenza Volley e nuovamente contro il club orobico, chiudendo la regular season al secondo posto in classifica. Nei quarti di finale dei play-off scudetto supera agevolmente in due gare, vinte entrambe per 3-0 il Vicenza Volley, così come nelle semifinali vince le tre gare utili per passare il turno contro il Volley Modena; nella serie finale la sfida è contro il Volley Bergamo: dopo aver vinto gara 1 e gara 2, entrambe al tie-break, l'Asystel sfiora la conquista del suo primo scudetto, perdendo le tre gare successive, dopo aver avuto a disposizione alcune palle match sia in gara 3 che in gara 4.
Qualificata come tutte le squadre partecipanti alla Serie A1 2003-04 alla Coppa Italia la squadra debutta direttamente dai quarti di finale a seguito dei risultati ottenuti nella stagione precedente, dove supera l'Olimpia Teodora di Ravenna, mentre in semifinale ha la meglio sulla Pallavolo Chieri: vince il secondo trofeo battendo in finale il Volley Bergamo per 3-2.
Sempre grazie all'eredità lasciata dall'AGIL Volley, l'Asystel Volley partecipa alla Champions League 2003-04: nella fase a gironi vince tutte le gare disputate per 3-0, chiudendo al primo posto il proprio raggruppamento. Nei play-off a 6 incontra l'altra squadra italiana, la Pallavolo Sirio Perugia, la quale ha la meglio sia nella gara di andata che in quella di ritorno, eliminando le novaresi dalla competizione.

## Organigramma societario
Area direttiva
- Presidente: Antonio Caserta

Area tecnica
- Allenatore: Lang Ping
- Allenatore in seconda: Tommy Ferrari
- Scout man: Luca Porzio

Area sanitaria
- Medico: Maria De Ruvo
- Preparatore atletico: Alessandro Orlando
- Fisioterapista: Stefania Bodini, Paola Giovane, Maurizio Ruga

## Rosa
| N° | Nome              | Ruolo | Data di nascita   | Nazionalità sportiva |
| -- | ----------------- | ----- | ----------------- | -------------------- |
| 1  | Sara Anzanello    | C     | 30 luglio 1980    | Italia               |
| 2  | Iuliana Nucu      | C     | 4 ottobre 1980    | Romania              |
| 3  | Paola Giovane     | S     | -                 | Italia               |
| 6  | Yue Sun           | S     | 15 marzo 1973     | Cina                 |
| 7  | Qui He            | P     | 24 agosto 1973    | Cina                 |
| 9  | Małgorzata Glinka | S     | 30 settembre 1978 | Polonia              |
| 10 | Paola Cardullo    | L     | 18 marzo 1982     | Italia               |
| 11 | Cristina Pîrv     | S     | 29 giugno 1972    | Romania              |
| 12 | Bojana Radulović  | P     | 3 gennaio 1984    | Serbia e Montenegro  |
| 14 | Martina Guiggi    | C     | 1º maggio 1984    | Italia               |
| 16 | Anna Vania Mello  | C     | 27 febbraio 1979  | Italia               |
| 18 | Virginie De Carne | S/O   | 25 maggio 1977    | Belgio               |

## Mercato
| Acquisti | Acquisti          | Acquisti      | Acquisti   |
| R.       | Nome              | da            | Modalità   |
| -------- | ----------------- | ------------- | ---------- |
| C        | Sara Anzanello    | AGIL          | definitivo |
| L        | Paola Cardullo    | AGIL          | definitivo |
| S/O      | Virginie De Carne | AGIL          | definitivo |
| S        | Paola Giovane     | ?             | definitivo |
| S        | Małgorzata Glinka | Vicenza       | definitivo |
| C        | Martina Guiggi    | AGIL          | definitivo |
| P        | Qui He            | AGIL          | definitivo |
| C        | Anna Vania Mello  | Tenerife      | definitivo |
| C        | Iuliana Nucu      | Metal Galați  | definitivo |
| S        | Cristina Pîrv     | AGIL          | definitivo |
| P        | Bojana Radulović  | Reggio Emilia | definitivo |
| S        | Yue Sun           | AGIL          | definitivo |

| Cessioni | Cessioni      | Cessioni | Cessioni    |
| R.       | Nome          | a        | Modalità    |
| -------- | ------------- | -------- | ----------- |
| S        | Cristina Pîrv | -        | rescissione |

## Risultati

### Serie A1

#### Girone di andata
| 1ª giornata - 5 ottobre 2003 PalaDalLago, Novara          | Asystel              | 3 - 0 | Olimpia Ravenna   | 25-19, 25-22, 25-18              |
| 2ª giornata - 8 ottobre 2003 PalaBigi, Reggio nell'Emilia | Reggio Emilia        | 1 - 3 | Asystel           | 12-25, 11-25, 28-26, 26-28       |
| 3ª giornata - 12 ottobre 2003 PalaDalLago, Novara         | Asystel              | 3 - 2 | Vicenza           | 29-27, 25-17, 23-25, 19-25, 15-7 |
| 4ª giornata - 19 ottobre 2003 PalaTriccoli, Jesi          | Giannino Pieralisi   | 0 - 3 | Asystel           | 21-25, 15-25, 15-25              |
| 5ª giornata - 23 novembre 2003 PalaDalLago, Novara        | Asystel              | 3 - 1 | Forlì             | 25-27, 25-23, 25-22, 25-20       |
| 6ª giornata - 26 novembre 2003 PalaDalLago, Novara        | Asystel              | 3 - 0 | Modena            | 25-22, 25-18, 25-19              |
| 7ª giornata - 29 novembre 2003 PalaMaddalene, Chieri      | Chieri               | 1 - 3 | Asystel           | 18-25, 21-25, 25-21, 20-25       |
| 8ª giornata - 7 dicembre 2003 PalaPaganelli, Sassuolo     | San Giorgio Sassuolo | 0 - 3 | Asystel           | 15-25 19-25 24-26                |
| 9ª giornata - 13 dicembre 2003 PalaDalLago, Novara        | Asystel              | 1 - 3 | Bergamo           | 25-18, 17-25, 15-25, 17-25       |
| 10ª giornata - 21 dicembre 2003 PalaEvangelisti, Perugia  | Sirio Perugia        | 1 - 3 | Asystel           | 23-25, 25-19, 25-27, 22-25       |
| 11ª giornata - 18 gennaio 2004 PalaDalLago, Novara        | Asystel              | 3 - 0 | Robursport Pesaro | 25-16, 28-26, 25-23              |

#### Girone di ritorno
| 12ª giornata - 25 gennaio 2004 PalaDeAndrè, Ravenna                | Olimpia Ravenna   | 0 - 3 | Asystel              | 14-25, 16-25, 23-25               |
| 13ª giornata - 1º febbraio 2004 PalaDalLago, Novara                | Asystel           | 3 - 0 | Reggio Emilia        | 25-14, 25-20, 25-20               |
| 14ª giornata - 7 febbraio 2004 Palasport Città di Vicenza, Vicenza | Vicenza           | 3 - 2 | Asystel              | 25-12, 22-25, 25-20, 14-25, 22-20 |
| 15ª giornata - 11 febbraio 2004 PalaDalLago, Novara                | Asystel           | 3 - 1 | Giannino Pieralisi   | 25-23, 25-27, 25-18, 25-17        |
| 16ª giornata - 15 febbraio 2004 PalaGalassi, Forlì                 | Forlì             | 0 - 3 | Asystel              | 22-25, 22-25, 21-25               |
| 17ª giornata - 29 febbraio 2004 PalaPanini, Modena                 | Modena            | 2 - 3 | Asystel              | 18-25, 22-25, 25-21, 25-23, 6-15  |
| 18ª giornata - 7 marzo 2004 PalaDalLago, Novara                    | Asystel           | 3 - 1 | Chieri               | 23-25, 25-18, 25-17, 25-16        |
| 19ª giornata - 10 marzo 2004 PalaDalLago, Novara                   | Asystel           | 3 - 0 | San Giorgio Sassuolo | 25-19, 25-15, 25-18               |
| 20ª giornata - 13 marzo 2004 PalaNorda, Bergamo                    | Bergamo           | 3 - 1 | Asystel              | 25-21, 24-26, 25-20, 25-22        |
| 21ª giornata - 17 marzo 2004 PalaDalLago, Novara                   | Asystel           | 3 - 0 | Sirio Perugia        | 25-15, 25-19, 25-23               |
| 22ª giornata - 24 marzo 2004 PalaDionigi, Sant'Angelo in Lizzola   | Robursport Pesaro | 1 - 3 | Asystel              | 22-25, 25-14, 17-25, 19-25        |

#### Play-off scudetto
| Quarti di finale (gara 1) - 27 marzo 2004 Palasport Città di Vicenza, Vicenza | Vicenza | 0 - 3 | Asystel | 20-25, 23-25, 19-25               |
| Quarti di finale (gara 2) - 30 marzo 2004 PalaDalLago, Novara                 | Asystel | 3 - 0 | Vicenza | 25-19, 25-15, 25-20               |
| Semifinali (gara 1) - 2 aprile 2004 PalaPanini, Modena                        | Modena  | 0 - 3 | Asystel | 22-25, 19-25, 23-25               |
| Semifinali (gara 2) - 4 aprile 2004 PalaDalLago, Novara                       | Asystel | 3 - 0 | Modena  | 25-21, 25-19, 25-18               |
| Semifinali (gara 3) - 6 aprile 2004 PalaDalLago, Novara                       | Asystel | 3 - 0 | Modena  | 25-20, 26-24, 25-20               |
| Finale (gara 1) - 10 aprile 2004 PalaDalLago, Novara                          | Asystel | 3 - 2 | Bergamo | 25-17, 27-25, 20-25, 19-25, 15-12 |
| Finale (gara 2) - 13 aprile 2004 PalaNorda, Bergamo                           | Bergamo | 2 - 3 | Asystel | 25-23, 26-24, 21-25, 22-25, 11-15 |
| Finale (gara 3) - 15 aprile 2004 PalaNorda, Bergamo                           | Bergamo | 3 - 2 | Asystel | 25-20, 20-25, 20-25, 26-24, 15-9  |
| Finale (gara 4) - 17 aprile 2004 PalaDalLago, Novara                          | Asystel | 2 - 3 | Bergamo | 20-25, 22-25, 25-15, 25-22, 15-17 |
| Finale (gara 5) - 19 aprile 2004 PalaNorda, Bergamo                           | Bergamo | 3 - 0 | Asystel | 25-11, 25-22, 25-23               |

### Coppa Italia

#### Fase a eliminazione diretta
| Quarti di finale - 19 febbraio 2004 PalaNorda, Bergamo | Asystel | 3 - 0 | Olimpia Ravenna | 25-22, 25-19, 25-11              |
| Semifinali - 21 febbraio 2004 PalaNorda, Bergamo       | Asystel | 3 - 0 | Chieri          | 25-13, 25-13, 25-20              |
| Finale - 22 febbraio 2004 PalaNorda, Bergamo           | Bergamo | 2 - 3 | Asystel         | 25-19, 22-25, 25-19, 25-27, 9-15 |

### Supercoppa italiana

#### Fase a eliminazione diretta
| Finale - 3 dicembre 2003 PalaLoBello, Siracusa | Sirio Perugia | 0 - 3 | Asystel | 22-25, 16-25, 19-25 |

### Champions League

#### Fase a gironi
| 1ª giornata - 22 gennaio 2004 Oberstufenzentrum Köniz, Köniz | Köniz        | 0 - 3 | Asystel      | 23-25, 20-25, 23-25 |
| 2ª giornata - 27 gennaio 2004 Šumice Sport Center, Belgrado  | Stella Rossa | 0 - 3 | Asystel      | 16-25, 14-25, 18-25 |
| 3ª giornata - 3 febbraio 2004 PalaDalLago, Novara            | Asystel      | 3 - 0 | Köniz        | 25-19, 25-18, 25-16 |
| 4ª giornata - 4 febbraio 2004 PalaDalLago, Novara            | Asystel      | 3 - 0 | Stella Rossa | 25-9, 25-23, 25-21  |

#### Fase a eliminazione diretta
| Play-off a 6 (andata) - 24 febbraio 2004 PalaEvangelisti, Perugia | Sirio Perugia | 3 - 0 | Asystel       | 25-22, 26-24, 29-27        |
| Play-off a 6 (ritorno) - 3 marzo 2004 PalaDalLago, Novara         | Asystel       | 1 - 3 | Sirio Perugia | 25-17, 21-25, 21-25, 20-25 |

## Statistiche

### Statistiche di squadra
| Competizione        | Punti | In casa | In casa | In casa | In trasferta | In trasferta | In trasferta | Totale | Totale | Totale |
| Competizione        | Punti | G       | V       | P       | G            | V            | P            | G      | V      | P      |
| ------------------- | ----- | ------- | ------- | ------- | ------------ | ------------ | ------------ | ------ | ------ | ------ |
| Serie A1            | 56    | 16      | 14      | 2       | 16           | 12           | 4            | 32     | 26     | 6      |
| Coppa Italia        | -     | -       | -       | -       | -            | -            | -            | 3      | 3      | 0      |
| Supercoppa italiana | -     | -       | -       | -       | -            | -            | -            | 1      | 1      | 0      |
| Champions League    | 8     | 3       | 2       | 1       | 3            | 2            | 1            | 6      | 4      | 2      |
| Totale              | -     | 19      | 17      | 2       | 19           | 14           | 5            | 42     | 35     | 7      |

G = partite giocate; V = partite vinte; P = partite perse

### Statistiche dei giocatori
| S. Anzanello | 32 | 300 | 225 | 60 | 15 | 3 | 31 | 25 | 5 | 1  | Statistiche assenti | Statistiche assenti | Statistiche assenti |
| P. Cardullo  | 31 | -   | -   | -  | -  | 2 | -  | -  | - | -  | Statistiche assenti | Statistiche assenti | Statistiche assenti |
| V. De Carne  | 32 | 477 | 388 | 31 | 58 | 3 | 41 | 29 | 2 | 10 | Statistiche assenti | Statistiche assenti | Statistiche assenti |
| P. Giovane   | 0  | 0   | 0   | 0  | 0  | 0 | 0  | 0  | 0 | 0  | Statistiche assenti | Statistiche assenti | Statistiche assenti |
| M. Glinka    | 31 | 490 | 444 | 32 | 14 | 3 | 56 | 50 | 5 | 1  | Statistiche assenti | Statistiche assenti | Statistiche assenti |
| M. Guiggi    | 19 | 22  | 11  | 7  | 4  | 2 | 1  | 0  | 1 | 0  | Statistiche assenti | Statistiche assenti | Statistiche assenti |
| Q. He        | 31 | 105 | 62  | 22 | 21 | 3 | 8  | 6  | 2 | 0  | Statistiche assenti | Statistiche assenti | Statistiche assenti |
| A. Mello     | 26 | 208 | 147 | 56 | 5  | 3 | 30 | 24 | 6 | 0  | Statistiche assenti | Statistiche assenti | Statistiche assenti |
| I. Nucu      | 15 | 123 | 84  | 36 | 3  | 1 | 0  | 0  | 0 | 0  | Statistiche assenti | Statistiche assenti | Statistiche assenti |
| C. Pîrv      | 17 | 205 | 192 | 7  | 6  | 3 | 31 | 26 | 4 | 1  | Statistiche assenti | Statistiche assenti | Statistiche assenti |
| B. Radulović | 17 | 12  | 3   | 0  | 9  | 2 | 0  | 0  | 0 | 0  | Statistiche assenti | Statistiche assenti | Statistiche assenti |
| Y. Sun       | 30 | 181 | 143 | 26 | 12 | 3 | 2  | 2  | 0 | 0  | Statistiche assenti | Statistiche assenti | Statistiche assenti |

P = presenze; PT = punti totali; AV = attacchi vincenti; MV = muri vincenti; BV = battute vincenti